# ريك ميرلو
ريك ميرلو (بالإنجليزية: Rick Merlo)‏ هو لاعب كرة الماء أمريكي، ولد في 5 أغسطس 1982 في فريسنو في الولايات المتحدة.

## وصلات خارجية
- ريك ميرلو على موقع الاتحاد الدولي للسباحة (الإنجليزية)
- ريك ميرلو على موقع اللجنة الأولمبية الدولية (الإنجليزية)
- ريك ميرلو على موقع أوليمبيديا (الإنجليزية)
- ريك ميرلو على موقع اللجنة الأولمبية والبارالمبية الأمريكية (الإنجليزية)